# Twierdzenie Myhilla-Nerode’a
Twierdzenie Myhilla-Nerode’a – twierdzenie w teorii języków formalnych podające konieczne i dostateczne warunki na to, by dany język był regularny. Zostało udowodnione w 1958 roku przez Johna Myhilla i Anila Nerode’a.

## Twierdzenie
Niech {\displaystyle L} będzie językiem nad alfabetem {\displaystyle \Sigma .} Zdefiniujmy relację sufiksowej nieodróżnialności {\displaystyle R_{L}\subseteq \Sigma ^{*}\times \Sigma ^{*}} następująco: {\displaystyle (w,v)\in R_{L}} wtedy i tylko wtedy, gdy dla każdego słowa {\displaystyle u\in \Sigma ^{*},} {\displaystyle wu\in L} wtedy i tylko wtedy, gdy {\displaystyle vu\in L.}
Twierdzenie Myhilla-Nerode’a orzeka, że język L jest regularny wtedy i tylko wtedy, gdy relacja {\displaystyle R_{L}} dzieli {\displaystyle \Sigma ^{*}} na skończenie wiele klas abstrakcji. Dodatkowo, jeśli L jest regularny, to liczba stanów minimalnego deterministycznego automatu skończonego rozpoznającego L jest równa liczbie klas abstrakcji relacji {\displaystyle R_{L}.}
Nieformalnie, jeśli język L jest regularny, to klasy abstrakcji relacji {\displaystyle R_{L}} odpowiadają stanom automatu skończonego rozpoznającego L. Innymi słowy {\displaystyle R_{L}} „skleja” ze sobą słowa, których „przyszłości” z punktu widzenia zachowania automatu są identyczne. Intuicyjnie, jeśli klas abstrakcji jest nieskończenie wiele, to automat rozpoznający L musiałby mieć nieskończenie wiele stanów, co jest niemożliwe.

## Przykłady
- język {\displaystyle L={a^{n}b^{n}}} nie jest regularny – rozpatrzmy bowiem dwa słowa: {\displaystyle a^{k}b^{k}} oraz {\displaystyle a^{k+c}b^{k+c}} dla {\displaystyle c\geqslant 1.} Jeśli teraz podstawimy {\displaystyle w=a^{k}b^{k}} oraz {\displaystyle v=a^{k+c}b^{k}} to sufiks (postfiks) {\displaystyle u=b^{c}} rozróżnia te dwa słowa, gdyż {\displaystyle wu\notin L} oraz {\displaystyle vu\in L.} Zatem relacja {\displaystyle R_{L}} ma zatem nieskończenie wiele klas abstrakcji, czyli L nie jest regularny.